# Grégoire Eloy
Grégoire Eloy est un photographe documentaire indépendant, né en 1971 à Cannes. Il est lauréat du Prix Niépce Gens d'Images en 2021. Il est membre du collectif Tendance Floue depuis 2016.

## Biographie
Né à Cannes 15 décembre 1971, Grégoire Eloy fait une maîtrise et un DESS de gestion à la Faculté de Paris IX-Dauphine entre 1989 et 1993. Il commence à s’intéresser à la photographie en autodidacte à partir de 1994. 
Il a travaillé dans le secteur financier aux États-Unis, où il découvre la photographie noir et blanc, puis à Londres, Paris et Zurich, avant de démissionner pour devenir photographe documentaire indépendant en 2003. 
Il est l’assistant de Stanley Greene entre 2003 et 2005. « Je me plongeais avec lui dans ses planches contacts, dans ses boîtes de tirages, je l’ai accompagné en reportage. Il m’a ouvert les yeux sur mon propre travail et m’a appris à travailler sur le terrain ».
Grégoire Eloy a voyagé pendant dix ans dans les pays d’Europe de l’Est et d’Asie centrale pour des projets au long cours sur l’héritage soviétique et les guerres du sud Caucase, travail qui aboutit dans la réalisation des séries Les Oubliés du Pipeline sur les 800 000 réfugiés qui vivent le long du deuxième plus grand oléoduc au monde en 2006, et Ressac sur les pêcheurs de la mer d’Aral, réalisé au cours de quatre voyages entre 2008 et 2013 au Kazakhstan et en Ouzbékistan,.  
En 2008, il devient père d'une fille, Joséphine, qui l'inspirera sur de nombreux projets, notamment L'Aube.
Il pratique de préférence la photographie argentique et réalise lui même ses tirages en noir et blanc. 
Depuis 2010, il collabore avec la communauté scientifique à l’institut d’astrophysique de Paris, au CEA et au laboratoire souterrain de Modane, pour une trilogie sur la science de la matière qui a fait l’objet d’une série de publications monographiques, dont les deux premiers opus, A Black Matter et The Fault ont été publiés. Pour réaliser le troisième volet, De Glace, il accompagne des glaciologues, « au plus près de la matière des glaciers des Pyrénées et des zones polaires ».
À partir de 2015, Grégoire Eloy effectue des résidences artistiques en milieu naturel au cours desquelles il s’intéresse à notre rapport à l’environnement et au sauvage : résidences du Guernsey Photography Festival (2016-2017), du Tbilisi Photo Festival (2018-2020), du Champ des Impossibles (2020-2022) et du festival L’Homme et la Mer du Guilvinec (2021).
En 2017, avec trente autres photographes du collectif Tendance Floue dont il est membre depuis 2016, il parcourt la France à pied, un périple qui aboutira à la publication de l’ouvrage Azimut : une marche photographique en France.
Grégoire Eloy est récompensé par le prix Niépce Gens d'Images en 2021. Il était parrainé par le photographe Philippe Guionie.

## Expositions et projections
Liste non exhaustive
- 2005 : Wizowa - Impressions d'Est, Fotofestiwal  Łódź , Pologne,
- 2006 : Wizowa - Impressions d'Est, galerie Confluences, Paris[14]
- 2007 : Les oubliés du pipeline, Galerie Faits & Causes, Paris[15],[16]
- 2007 : Les oubliés du pipeline, projection au festival Visa pour l’Image de Perpignan
- 2017 : Noorderlicht Photofestival[3]
- 2018 : Guernsey, Guernsey Photography Festival[17]
- 2019 : The Birds’ Nesters, Tbilisi Photo Festival[18]
- 2021 : L’Estran, Festival L’Homme et la Mer du Guilvinec[11].
- 2025 : Troisième Nature, Les Champs Libres, Rennes

## Publications
Liste non exhaustive
- Grégoire Eloy (préf. Sylvain Tesson), Les oubliés du pipeline, Images Plurielles, coll. « Mémoire des Hommes », 2008, 144 p. (ISBN 978-2952922838)
- Grégoire Eloy, A Black Matter - Journal, L’Ascenseur végétal, 2012, 104 p. (ISBN 978-9198040517)
- Grégoire Eloy, The Fault, RVB Books, 2017, 80 p. (ISBN 979-10-90306-60-8)
- Collectif, Azimut : une marche photographique en France, 2020, Éditions Textuel, 2020, 288 p. (ISBN 978-2845978218)[19],[20]
- Grégoire Eloy, Troisième Nature, Textuel, 2025.

## Documentaire
- Gardiens du Caucase, documentaire de Sibylle d’Orgeval et Grégoire Eloy, Arte, France, 2020,  52 min

## Prix et distinctions
- 2004 : Bourse du Talent « Reportage » pour sa série « Wizowa »  Nouveaux contours de l’Europe[6],[21]
- 2021 : Résidence 1+2 « Photographie & sciences », Toulouse[13],[9]
- 2021 : Prix Niépce Gens d'Images[6]